# Eckhart Tolle
Eckhart Tolle (født 16. februar 1948) er en verdenskendt spirituel lærer og bestseller-forfatter.
The New York Times kaldte i 2008 Tolle for den mest populære spirituelle forfatter i USA.
Tolle tilhører ikke nogen religion men er inspireret af forskellige spirituelle kilder. En del af hans bøger er oversat til dansk. Hans bog Nuets kraft har solgt mere end 5 millioner verden over. Bogen har solgt mere end 80.000 eksemplarer i Danmark.
Tolles tilgang handler meget om at udvikle evnen til at kunne leve i nuet.

## Bøger på engelsk
- The Power of Now: A Guide to Spiritual Enlightenment, Namaste Publishing, 1997
- Practicing the Power of Now: Essential Teachings, Meditations, and Exercises from The Power of Now, New World Library, October 10, 2001 ISBN 1-57731-195-7 (HC)
- Stillness Speaks: Whispers of Now, New World Library, August 2003 ISBN 1-57731-400-X
- A New Earth: Awakening to Your Life's Purpose, Dutton, October 11, 2005 ISBN 0-525-94802-3
- Milton's Secret: An Adventure of Discovery through Then, When, and The Power of Now, Hampton Roads, 2008 ISBN 978-1-57174-577-4
- Oneness With All Life: Inspirational Selections from A New Earth, Penguin Group, November 2008
- Guardians of Being, New World Library, October 2009 ISBN 978-1-57731-671-8

## Bøger på dansk
- Nuets kraft. Borgen 2004
- Lev i nuets kraft. Borgen 2004
- Stilhedens budskab. Borgen Forlag, 2004
- En ny jord. Borgen 2005